# Cyprián a bezhlavý prapradědeček
Cyprián a bezhlavý prapradědeček je česká pohádka z roku 1997 režírovaná Vlastou Janečkovou.

## Děj
Kunhuta, kuchařka rytíře Cypriána Pecky z Višně, by byla ráda, kdyby se Cyprián konečně oženil. Proto zve na hrad jednu nevěstu za druhou. Cyprián je ale vždy s pomocí hradních strašidel, svého prapradědečka bezhlavého rytíře, bílé paní a její dcery Cecilky, vyžene z hradu. Jednou kuchařka Kunhuta pozve na hrad svoji neteř Veroniku. Cypriánovi se líbí, proto vidí velmi nerad, když jí strašidla děsí. Při úklidu se Veronika lekne Cypriánova bezhlavého prapradědečka a vypadne jí z ruky prapradědečkův portrét. Ten spadne na prapradědečka. Prapradědeček si vzpomene na to, že "až se hlava s tělem spojí, bude konec kletby mojí". Je vysvobozen. Když později Cecilka zlobí Veroniku, Cyprián se rozzlobí a naplácá jí. Tím jsou vysvobozeny Cecilka a její maminka, protože se staly strašidly kvůli tomu, že se maminka Cecilce moc nevěnovala.

## Obsazení
| Lukáš Vaculík              | rytíř Cyprián Pecka z Višně      |
| Naďa Konvalinková          | kuchařka Kunhuta                 |
| Bořivoj Navrátil           | Cypriánův bezhlavý prapradědeček |
| Klára Pollertová-Trojanová | Veronika                         |
| Jana Březinová             | paní Jenovéfa                    |
| Michaela Markovičová       | Cecilka                          |

## Ocenění
29. ročník Dětského filmového a televizního festivalu Oty Hofmana (1997)
- Cena dětského diváka
- Zlatý dudek za nejlepší dívčí herecký výkon pro Michaelu Markovičovou